# Alexandru Vlad (scriitor)
Alexandru Vlad (n. 31 iulie 1950, Suceagu, județul Cluj – d. 15 martie 2015, Cluj-Napoca) a fost un eseist, nuvelist, poet, prozator, publicist și traducător român.

## Biografie
A absolvit în 1975 Facultatea de Filologie a Universității „Babeș-Bolyai“ din Cluj-Napoca, secția limba și literatura română si limba și literatura engleză. În timpul studenției a frecventat sporadic Cenaclul „Echinox“.
A fost, rând pe rând, anticar (1975-1978), galerist la UAP (1978-1979), dactilograf la IJTL (1979-1990), redactor (pentru o scurtă perioadă) la revista Steaua (în 1990). Între aceste ocupații au fost și alte slujbe ocazionale (remizier la o echipă de fotbal, muncitor necalificat pe unele șantiere, proiecționist la un cinematograf sătesc, bibliotecar, etc.)
După 1990 a lucrat în redacțiile mai multor publicații din Cluj-Napoca. A fost redactor pentru Cluj al revistei „Vatra” din Târgu Mureș și redactor al revistei de arte vizuale „Balkon” din Cluj.
A murit în dimineața zilei de 15 martie 2015, la vârsta de 64 de ani, din cauza unei forme severe de cancer.

## Debut editorial
- Aripa grifonului  (nuvele, 1980)

## Volume publicate
- Drumul spre Polul Sud, nuvele, (1985)
- Frigul verii, roman, 1985
- Atena, Atena, non-ficțiune, 1994 [1]
- Sticla de lampă (2002)
- Fals tratat de conviețuire (cu Daniel Vighi si András Visky) (2002)
- Viața mea in slujba statului (proze scurte, 2004)
- Vara mai nepăsători ca iarna (publicistică, 2005)
- Curcubeul dublu (2008)[2]
- Măsline aproape gratis (proze astortate, 2010)
- Ploile amare, roman, Editura Charmides, Bistrița, 2011, 448 pagini [3][4]
- Măsline aproape gratis (proze astortate), Editura Eikon, 2012
- Omul de la fereastră, Editura Charmides, Bistrița, 2015.[5]

## Antologii
- Este prezent cu proze în antologiile:
  - Nuvela și povestirea românească în deceniul opt (1983);
  - Chef cu femei urâte (1997; tradusă în limba germană sub titlul „Party mit Hässlichen Frauen“, 1998);
  - Generația 80 în proză (Editura Paralela 45, 1998).
- Un grupaj de poezii ale autorului traduse în limba germană au fost incluse în antologia „Gefährliche Serpentinen, Rumänische Lyrik der Gegenwart“ (Druckhaus, Germania, 1997; traducere în limba germană de Dieter Schlesak).
- Dilingό „nyolcvanas nemzedék” 10 kortárs román novellista, Noran Kiadó, Budapest, 2008
- Colaborează cu proze scurte, eseuri, articole la mai multe reviste de cultură din țară și la revista New Glass din Germania.

## Activitate de traducător
- Joseph Conrad, Dueliștii  1989 Ed.II: 2003  Ed.III:  2005
- W.H. Hudson, Palatele verzi, 1992; Ed.II 2010
- Joseph Conrad, Sub ochii Occidentului 1996 Ed.II 2008
- Alexander Noble, Voi muri în libertate, 1996
- Vladimir Tismăneanu, Reinventarea politicului. Europa răsăriteană de la Stalin la Havel, 1997; 1999
- Richard Henry Dana Jr., Doi ani în fața catargului (neapărută)
- Henry Miller – Zile liniștite la Clichy, 2002, 2010
- Henry Miller – Lumea sexului, 2011
- Henry Miller – Nexus, (neapărută)
- Graham Greene – Puterea și gloria, 2004
- Graham Greene – Consulul onorific, 2004
- Graham Greene – Expresul de Stambul, 2005
- Dashiell Hammett – Lovitura cea mare, 2005
- John Banville – Năluci, 2008
- Alberto Manguel – O istorie a lecturii, 2011
- Henry Miller - Lumea sexului, 2011

## Afilieri
- Membru al Uniunii Scriitorilor din România și al Asociației Scriitorilor Profesioniști din România (ASPRO).

## Premii
- Premiul pentru debut în proză al Uniunii Scriitorilor din România (1980).
- Premiul Radu Enescu, acordat de revista Familia, Oradea, 1994
- Premiul ASPRO pentru proză scurtă, pt. Sticla de lampă, Ed. Grinta, Cluj-Napoca, 2002
- Premiul Asociației Scriitorilor din Cluj-Napoca pt. eseu, pt. Sticla de lampă, Ed.Grinta, 2002
- Meritul Cultural în grad de Cavaler, ( Decr. 128/2004), 2004;
- Premiul Asociației Scriitorilor din Cluj-Napoca pt. proză, pt. Viața mea în slujba statului, Ed. Paralela 45, 2004.
- Premiul Asociației Scriitorilor din Cluj-Napoca pt. proză, pt. Curcubeul dublu, Ed. Polirom, 2008
- Premiul Liviu Rebreanu, 2008
- Meritul Cultural în grad de Ofițer, (Decretul 943/2010), 2010;
- Premiul Observator cultural, 2011;
- Premiul Poesis, 2011;
- Premiul Pavel Dan al Asociatiei Scriitorilor Cluj, 2011;
- Premiul Uniunii Scriitorilor din Romania, 2011;
- Premiul Ion Creangă al Academiei Romăne, 2011;